# Lebervene
Die Lebervenen (lateinisch Venae hepaticae) sind die venösen Abflusswege der Leber. Neben dem Eigenblut der Leber (über die Arteria hepatica propria) transportieren sie auch das Blut aus der Pfortader und damit aus dem größten Teil des Verdauungstrakts über die Vena cava inferior in den Körperkreislauf.
Das System der Lebervenen beginnt mit den Zentralvenen der Leberläppchen. Diese vereinigen sich zunächst zu Venae sublobulares und anschließend zu gewöhnlicherweise drei größeren Lebervenen:
- Vena hepatica sinistra (linke Lebervene, leitet das Blut aus dem linken Leberlappen)
- Vena hepatica media (mittlere Lebervene, leitet das Blut aus dem Lobus caudatus) und
- Vena hepatica dextra (rechte Lebervene, leitet das Blut aus dem rechten Leberlappen).

Diese Äste fließen vor dem Zwerchfell in die Vena cava inferior, wobei sich häufig die linke und die mittlere zuvor zu einem gemeinsamen Stamm vereinigen.
Sonografisch stellen sich die Lebervenen – im Gegensatz zu den Pfortaderästen – meist ohne deutliche Begrenzung dar. Verlegungen der Lebervenen führen zu einem Pfortaderhochdruck (→ Budd-Chiari-Syndrom).